# Lago di San Floriano
Il lago di San Floriano si trova nella pianura maremmana nel territorio comunale di Capalbio, rispetto al cui centro si trova a sud-ovest.
Il lago è situato nell'entroterra pianeggiante poco a nord del più vasto lago di Burano, ai piedi della collina sulla quale sorgono i resti del castello di Capalbiaccio.
Il bacino lacustre è attraversato da un corso d'acqua minore, che vi si immette dalla sponda sud-orientale; il medesimo emissario origina dalla sponda sud-occidentale e, dirigendosi verso sud raggiunge il tratto occidentale del canale emissario del Lago di Burano, dopo aver ricevuto la confluenza di un altro torrente.

## Area protetta
Il lago di San Floriano rientra tra le zone umide protette e i siti di interesse comunitario della provincia di Grosseto. È interessato anche dal sito di interesse regionale (SIR) "Lago Acquato, Lago di San Floriano".
Il lago di San Floriano è situato alla base del versante meridionale del Poggio Capalbiaccio, al margine della pianura costiera a non più di 3 km dal tratto di costa più meridionale della provincia grossetana. Esso è il maggiore ed il più meridionale dei laghetti dell'agro Capalbiese.
Il lago di San Floriano è un biotopo igrofilo con un discreto livello di naturalità nelle componenti floristiche e vegetazionali, nonostante esso sia in buona parte delimitato da argini artificiali e circondato da aree coltivate. 
Nello specchio lacustre vive la bella Nymphaea alba, una pianta acquatica sempre più rara a causa della generalizzata distruzione del suo habitat e della salinizzazione delle acque nelle zone costiere. Sono presenti inoltre alcune specie igrofile di interesse conservazionistico a livello regionale. L'area rientra nel SIR 130 “Lago Acquato, Lago di San Floriano” di 208,3 ettari e nel pSIC e ZPS omonimi (cod.: IT51A0030). Non sono presenti aree protette ai sensi della L 394/91 e LRT 49/95.
Nel SIC si trovano i Lagaccioli, anch'essi un biotopo.

## SIR
Il SIR "Lago Acquato, Lago di San Floriano" non fa parte del sistema regionale delle aree protette ed è in gran parte compreso nella Zona di Protezione “Lago di San Floriano”.
I principali elementi di criticità interni al sito sono: 
- il lago Acquato, che da tempo si mostrava in condizioni di grave carenza idrica, è stato completamente disseccato e messo a coltura per gran parte della superficie; sono presenti alcuni canali e lembi di bosco igrofilo;
- disseccamento prolungato durante la stagione estiva (da verificare eventuali possibili emungimenti);
- interrimento;
- inquinamento di origine agricola;
- insufficienti conoscenze sulle emergenze naturalistiche e, soprattutto, su criticità e tendenze in atto.

I principali elementi di criticità esterni al sito sono dati dall'attività venatoria.
Le principali misure di conservazione da adottare sono: 
1. recupero del lago Acquato e successiva gestione a fini conservazionistici (E)
2. mantenimento dell'integrità del lago di San Floriano sotto il profilo della qualità delle acque, dell'interrimento e dell'assetto vegetazionale e faunistico (E).
3. mantenimento dell'assenza di disturbo antropico a San Floriano (M).
4. mantenimento/incremento del ruolo ecologico degli agroecosistemi (M).

Indicazioni per le misure di conservazione: 
- Elaborazione e adozione di un piano per il recupero del lago Acquato, che potrebbe richiedere l'acquisizione dei terreni, la realizzazione di opere idrauliche e l'escavazione di una parte dell'ex bacino, lo studio delle componenti floristiche e faunistiche ancora presenti nei canali e, se necessario, la previsione di eventuali opere di reintroduzione di specie (forse solo vegetali) scomparse negli ultimi anni (EE).
- Verifica dell'impatto degli apporti inquinanti, di eventuali emungimenti e del livello di gravità dei fenomeni d'interrimento. Successiva adozione delle opportune misure di conservazione (E).
- Verifica del ruolo ecologico e dell'importanza naturalistica degli agroecosistemi inclusi nel sito. Successiva adozione delle opportune misure di conservazione, che potrebbero prevedere, ad esempio, l'impianto di fasce di vegetazione che riducano gli apporti inquinanti e l'interrimento (M).

## Geomorfologia
Il lago è esteso circa 7,5 ha ed è situato ad un'altitudine di 6 m s.l.m. 
Ha un piccolo fosso immissario (fosso dei Pratini) che giunge da sudest ed un emissario sul lato meridionale (fosso del Melone).
Si presume che occupi il fondo di una dolina carsica di dissoluzione creatasi alla base di una collina costituita da calcari norici della formazione carbonatico-evaporitica della falda toscana.
Il livello delle acque è variabile a seconda dell'andamento stagionale delle precipitazioni, ma comunque rimane sempre abbastanza elevato e non sono noti episodi disseccamento. Le acque sono soggette ad un certo riscaldamento estivo, non povere di nutrienti e piuttosto limacciose.
Anche se non eccessivamente arida, l'area è climaticamente mediterranea, con precipitazioni medie annue di circa 780 mm e temperatura media di circa 15,2 °C.

### Geomorfologia SIR
La tipologia ambientale prevalente del SIR è composta dai due migliori esempi di un esteso sistema di piccoli laghi carsici che caratterizzano l'immediato entroterra di Orbetello e Capalbio. Il sito comprende, oltre agli specchi d'acqua, in buona parte occupati da canneti, aree agricole con siepi e boschetti. Il lago Acquato è prosciugato ed è stato in buona parte messo a coltura. Zone di grande pregio paesaggistico, caratterizzati da alcune fitocenosi di particolare interesse come cospicue associazioni a Nymphaea alba e Polygonum anphibium. Di un certo valore anche come area di sosta per l'avifauna acquatica. Importante segnalazione, fino al 1986, di Lutra lutra. Altre tipologie ambientali rilevanti sono nelle porzioni centrali dei laghi (solo a San Floriano) sono presenti cenosi di idrofite.

## Flora
La vegetazione acquatica del lago di S. Floriano è prevalentemente costituita da fitocenosi elofitiche di sponda a Phragmites australis e Typhoides arundinacea, due vigorose graminacee che si insediano bene laddove la profondità dell'acqua si mantiene per più mesi sopra i 50 cm. In esse si trovano anche alcune Cyperaceae, come Bolboschoenus maritimus, Schoenoplectus lacustris, Cyperus longus ssp. badius e più raramente Scirpoides holoschoenus. Interessanti sono anche i piccoli nuclei ad Eleocharis palustris, spesso frammisti alla graminacea infestante Paspalum paspaloides, insediati in alcuni punti sui bordi del lago solo temporaneamente sommersi.
Lo specchio d'acqua vero e proprio ospita invece pregevoli fitocenosi idrofitico-radicanti a Polygonum amphibium, mentre appare in declino l'abbondanza della ninfea (Nymphaea alba) che vi formava un cospicuo popolamento fino a circa 10 anni fa. Ne rimangono pochi individui sul lato sud del lago, mentre risulta ancora abbondante nel vicino lago dell’Uccellina. 
Da menzionare anche i nuclei di Potamogeton natans e quelli subacquei di Ceratophyllum demersum.
Infine sul lato meridionale ed orientale sono presenti piccoli lembi di bosco igrofilo con Salix alba, S. cinerea e Populus alba.
La flora del lago annovera diverse specie igrofile di un certo rilievo. Fra esse spicca la ninfea, una specie acquatica dai bei fiori bianchi e dalle grandi foglie galleggianti, in forte rarefazione in tutto il suo areale a causa di bonifiche, inquinamento e salinizzazione delle acque. Essa è considerata vulnerabile a livello nazionale ed anche in Toscana è specie ormai molto rara. Sembra in regresso anche nelle acque del lago di San Floriano, dove forse vi arriva dal più piccolo lago dell'Uccellina posto più a monte.
Interessanti sono inoltre Crypsis schoenoides, una piccola graminacea che fiorisce sul fango delle sponde alla fine dell'estate, e Schoenoplectus litoralis, una ciperacea dai fusti trigoni che emergono dalle acque basse ai margini del lago. Altre igrofite di rilievo per la loro sporadicità a livello regionale sono Lythrum junceum, Rorippa amphibia, Polygonum amphibium, Polygonum salicifolium, Euphorbia pubescens, Oenanthe silaifolia e Potamogeton natans.
Ceratophyllum demersum compare nella lista rossa della flora toscana, come anche Abutilon theophrasti, una malvacea igrofila con fiori gialli piuttosto rara in tutta Italia.
Più diffuse sono invece Eleocharis palustris, Iris pseudacorus, Typha angustifolia, Nasturtium officinale, Veronica anagallis-aquatica e Samolus valerandi. Infine si hanno segnalazioni anche per Baldellia ranunculoides e Oenanthe aquatica, che tuttavia non sono state osservate confermate.
Nel SIR, si segnala la presenza di specie igrofile non comuni, quali Nymphaea alba e Polygonum anphibium.

## Fauna
Tra le specie animali presenti, il SIR per i rettili annovera la testuggine d'acqua (Emys orbicularis). Per gli uccelli, il falco di palude (Circus aeruginosus) è migratore e svernante; il tarabuso (Botaurus stellaris) è migratore e svernante irregolare; presenza di contingenti talvolta cospicui di anatre svernanti, che presumibilmente gravitano sul lago di Burano, utilizzano il lago di San Floriano come dormitorio diurno.